# Anthrax sacki
Anthrax sacki är en tvåvingeart som beskrevs av Paramonov 1935. Anthrax sacki ingår i släktet Anthrax och familjen svävflugor. Inga underarter finns listade i Catalogue of Life.